# 白雪粗肋草
白雪粗肋草（学名：Aglaonema crispum）为天南星科粗肋草屬下的一个种。

## 扩展阅读
- 維基物種上的相關：白雪粗肋草